# Neustadt an der Aisch
Neustadt an der Aisch är en stad i Landkreis Neustadt an der Aisch-Bad Windsheim i Regierungsbezirk Mittelfranken i förbundslandet Bayern i Tyskland.